# José Ruiz Santaella
José Ruiz Santaella, funcionari espanyol, des del seu lloc d'agregat a l'Ambaixada d'Espanya a Berlín (1944) junt amb la seva dona, Carmen Schrader, van aconseguir amagar, i salvar, a tres dones jueves, donant-los treball com a servei domèstic: Gertrud Neumann els posa en contacte amb Ruth Arndt, que va treballa com a mainadera dels seus quatre fills, i la seva mare, Lina Arndt, que ho va fer de cuinera, al mateix temps que enviaven ajuda i aliments al pare, el Dr. Arndt. Tots van sobreviure ocults.
José Ruiz Santaella va ser distingit amb el títol de Just entre les Nacions, pel Museu de l'Holocaust Yad Vashem d'Israel.

José Ruiz Santaella i altres diplomàtics espanyols van ser homenatjats en una exposició titulada Visados para la libertad organitzada per la Casa Sefarad a Madrid, l'any 2007.